# Shadowfax
Shadowfax fue un grupo musical de new age y música electrónica, cuyos éxitos más relevantes fueron los álbumes Shadowfax y Folksongs for a Nuclear Village. En 1989 ganaron el Grammy a la mejor interpretación de new age por Folksongs for a Nuclear Village. En 1993 fueron candidatos al mismo premio por Esperanto. 
El grupo se estableció en 1972 y se disolvió en 1995 cuando el intérprete del lyricon y líder de la banda Chuck Greenberg fallece a causa de un infarto. Habiendo perdido su sonido característico, el resto de los integrantes de Shadowfax se dedicaron a otros proyectos musicales.
El grupo tomó su nombre del original en inglés de Sombragrís, el caballo del mago Gandalf en la novela de J. R. R. Tolkien El Señor de los Anillos.

## Miembros
- Chuck Greenberg – lyricon, saxofones, flautas
- Phil Maggini – contrabajo, voz
- Stuart Nevitt – batería, percusión
- G.E. Stinson – guitarras
- Armen Chakmakian – teclados

- Charlie Bisharat – violín eléctrico
- David C. Lewis – teclados

## Otros intérpretes
- Ramon Yslas – percusión
- Andy Abad – guitarras
- Doug Maluchnik – teclados
- Jared Stewart – teclados
- Jamii Szmadzinski – violín eléctrico
- Jerry Goodman – violín

## Discografía
- 1976: Watercourse Way (reeditado en 1985)
- 1982: Shadowfax
- 1983: Shadowdance
- 1984: The Dreams of Children
- 1986: Too Far to Whisper
- 1988: Folksongs for a Nuclear Village
- 1990: The Odd Get Even
- 1992: Esperanto
- 1994: Magic Theater
- 1995: Live